# تور ماجونگا
تور ماجونگا (انگلیسی: Tour Majunga) ساختمان اداری ۴۷ طبقه مستقر در لا دفانس، پوتو، ایل-دو-فرانس، فرانسه است، که پروژه ساخت آن در سال ۲۰۱۱ آغاز شد و در سال ۲۰۱۴ به بهره‌برداری رسید. این ساختمان پس از تور فرست، تور مون‌پارناس و تور اینسیتی، چهارمین ساختمان مرتفع فرانسه می‌باشد.